# Индекс автомобильных номеров Сербии

Карта регионов

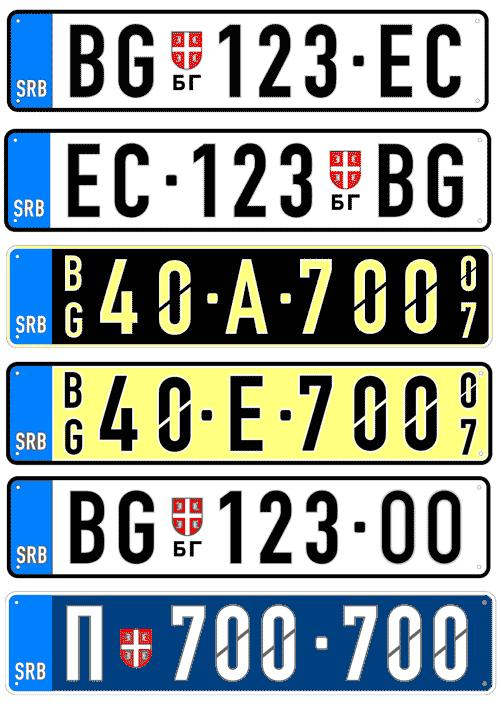
Автомобильные номера в Сербии

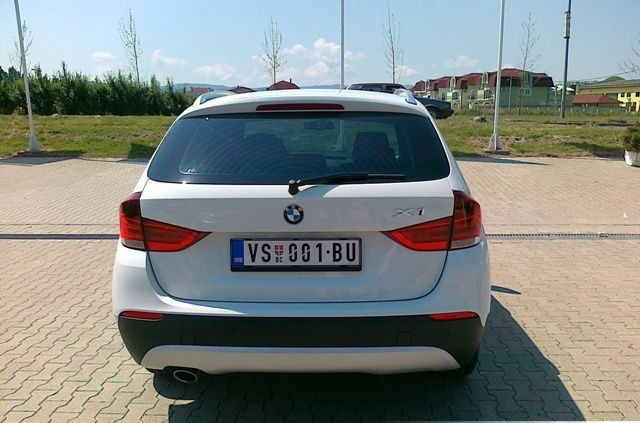
Автомобильные номера в Сербии с 2011 года

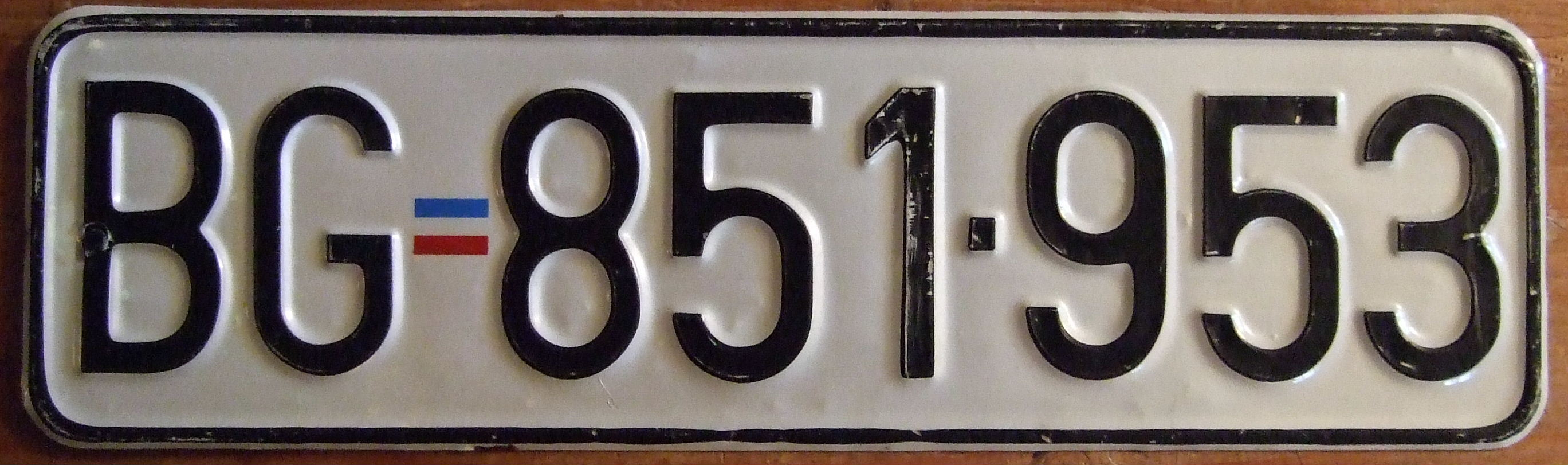
Автомобильные номера в Сербии до 2010 года.

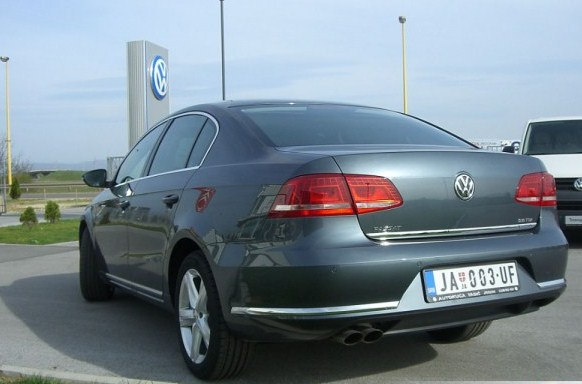
Автомобильный номер в Ягодине.

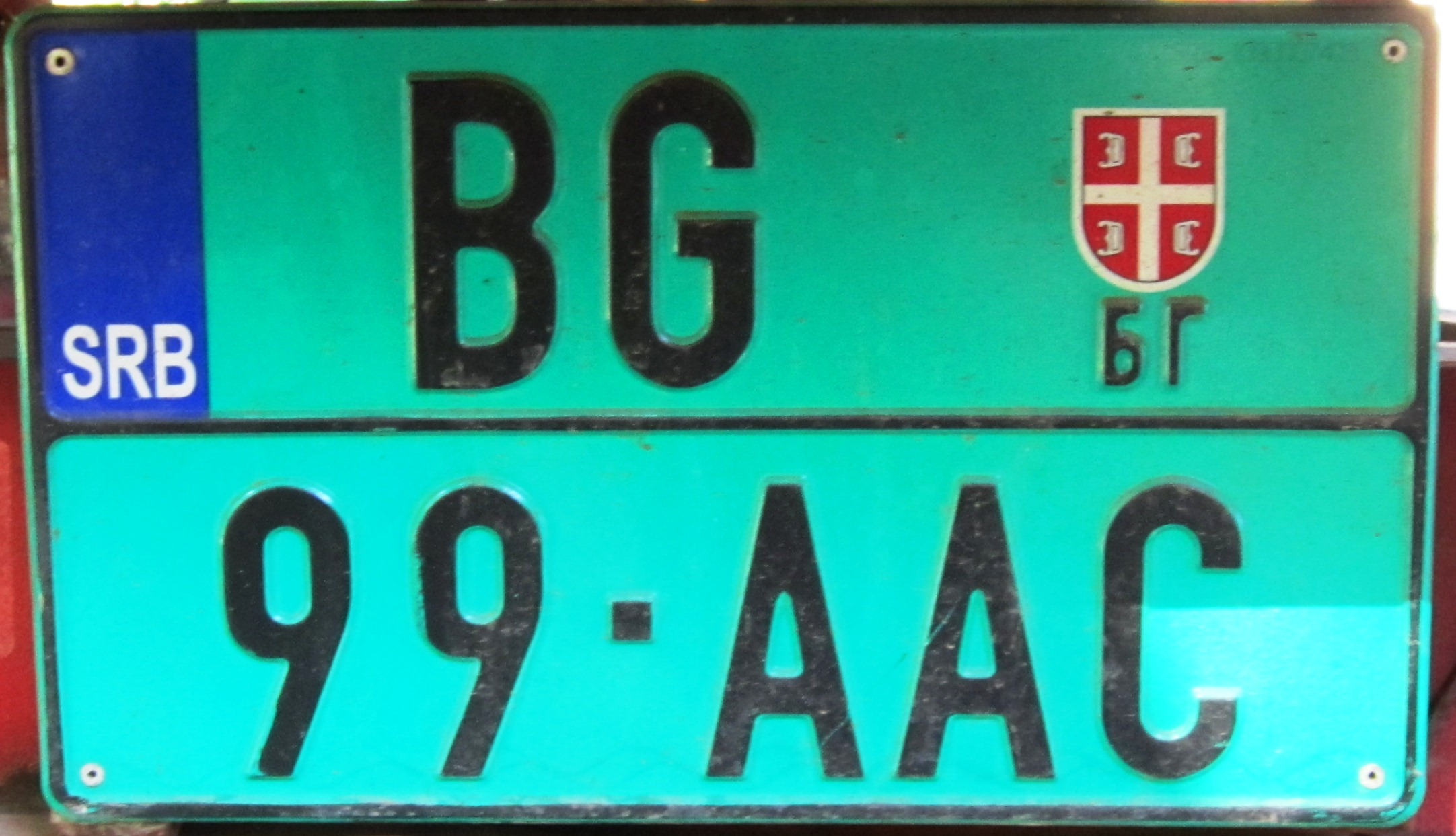
Регистрационный номер для тракторов

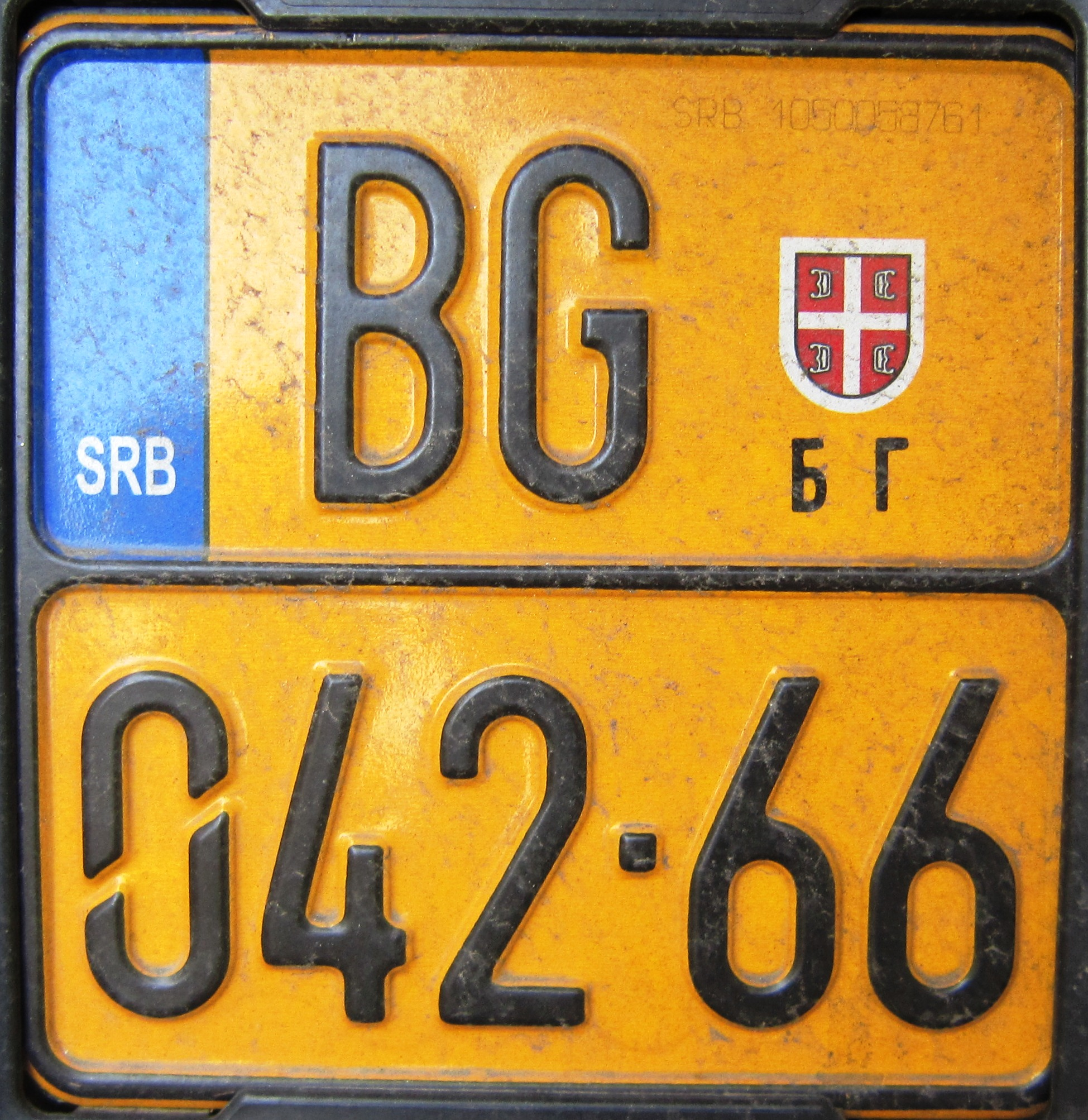
Регистрационный номер для мопедов

Автомобильные номера в Сербии состоят из двух букв кода региона, трёх цифр и двух букв, разделенных дефисом (например, BG 123-AA). Код региона и трёхзначная цифра разделяются Гербом Сербии.
Синие поля располагаются в левой части, как и в странах ЕС, имея международный код страны SRB.
Цифровой код содержит комбинацию из трёх цифр (0-9), а двухбуквенный код – из комбинации букв кириллического и 4 букв латинского алфавита: N, W, X, Y .
Размер номерного знака стандартный.
Выдача номерных знаков текущего образца началась 1 января 2011 года и они использовались наряду со старыми в течение переходного периода до конца 2011 года.
Специальные номерные знаки
В Сербии есть некоторые особенности специальных номерных знаков:
- Знаки для сельскохозяйственной техники состоят из регионального кода, сербского щита, трёх серийных букв и двух цифр снизу; сельскохозяйственные прицепы имеют две цифры и три буквы на нижней стороне; оба на зеленом фоне.
- Номерные знаки для мопедов имеют двухбуквенный региональный код, сербский щит, а затем цифры на желтом фоне.
- Номерные знаки для прицепов имеют обратный формат гражданских номерных знаков с серийной буквой сначала, сербским щитом, а затем цифрами и региональным кодом в конце.

- Номерные знаки такси имеют почти идентичный формат гражданских номерных знаков с региональным кодом, который идет первым, сербским щитом и цифрами и TX в качестве серийных букв.
- Знаки для военной техники имеют одну букву, эмблему сербских вооруженных сил (идентичную сербскому щиту), а затем четыре цифры.
- На номерных знаках полиции и пожарной службы изображена кириллическая буква "П" , сербский щит, а затем шесть цифр на синем фоне.

Дипломатические номерные знаки
Транспортным средствам, эксплуатируемым иностранными посольствами, консульствами, консульским и дипломатическим персоналом и различными международными организациями, были присвоены номерные знаки отличительного формата из двух (или трёх) цифр, одной буквы, трех цифр, например: "12(3)-L-456". Транспортное средство, принадлежащее дипломату или аккредитованному недипломатическому персоналу, имеет табличку с иероглифами, напечатанными желтым цветом на черном фоне, в то время как транспортное средство, принадлежащее иностранному агентству печати, иностранному представителю культуры или офису иностранной компании и/или ее сотрудникам, имеет таблички с иероглифами, напечатанными черным цветом на желтом фоне.
Первая группа из трех цифр (123) идентифицирует страну или организацию, которой был выдан номерной знак, вторая группа из трёх цифр (456) является серийным номером. Буква в середине (L) обозначает статус владельца.
| Код | Пояснение |
| --- | --- |
| A   | транспортное средство принадлежит дипломату - Ambassade                                                                              |
| M   | транспортное средство принадлежит аккредитованному недипломатическому персоналу - Mission                                            |
| P   | транспортное средство принадлежит иностранному агентству печати или иностранному культурному представителю - Presse                  |
| CMD | дополнительная овальная табличка для транспортных средств, используемых главой дипломатической миссии - Chef de Mission Diplomatique |
| CD  | дополнительная овальная табличка для транспортных средств, используемых лицом с дипломатическим статусом - Corps Diplomatique        |

## Список буквенных кодов
| Код | Регион              | Населенные пункты |
| --- | ------------------- | --- |
| АC  | Александровац       | Александровац |
| АL  | Алексинац           | Алексинац |
| АR  | Аранджеловац        | Аранджеловац |
| BB  | Байина-Башта        | Байина-Башта |
| BG  | Белград             | Бараево, Вождовац, Врачар, Гроцка, Звездара, Земун, Лазаревац, Младеновац, Нови-Београд, Обреновац, Палилула, Раковица, Савски-Венац, Сопот, Стари-Град, Сурчин, Чукарица |
| BО  | Бор                 | Майданпек, Бор |
| BP  | Бачка-Паланка       | Бачка-Паланка |
| BT  | Бачка-Топола        | Бачка-Топола |
| BU  | Буяновац            | Буяновац |
| BĆ  | Богатич             | Богатич |
| BČ  | Бечей               | Бечей |
| VA  | Валево              | Лайковац, Льиг, Мионица, Осечина, Валево |
| VB  | Врнячка Баня        | Врнячка Баня |
| VL  | Власотинце          | Власотинце |
| VP  | Велика-Плана        | Велика-Плана |
| VR  | Вране               | Босилеград, Владичин-Хан, Прешево, Трговиште, Вране |
| VS  | Врбас               | Врбас |
| VŠ  | Вршац               | Бела-Црква, Пландиште, Вршац |
| GL  | Гнилане             | Витина, Косовска-Каменица, Ново-Брдо, Гнилане |
| GM  | Горни-Милановац     | Горни-Милановац |
| DE  | Деспотовац          | Деспотовац |
| ĐА  | Джяковица           | Дечани, Джяковица |
| ZA  | Зайечар             | Болевац, Сокобаня, Зайечар |
| ZR  | Зренянин            | Житиште, Нови-Бечей, Нова-Црня, Сечань, Зренянин |
| IC  | Иваница             | Иваница |
| IN  | Инджия              | Инджия |
| JA  | Ягодина             | Рековац, Ягодина |
| КА  | Канижа              | Канижа |
| КI  | Кикинда             | Чока, Нови-Кнежевац, Кикинда |
| КL  | Кладово             | Кладово |
| КG  | Крагуевац           | Баточина, Книч, Лапово, Рача, Крагуевац |
| КV  | Кралево             | Кралево |
| КŽ  | Княжевац            | Княжевац |
| КМ  | Косовска-Митровица  | Вучитрн, Звенчан, Зубин-Поток, Лепосавич, Србица, Косовска-Митровица |
| КО  | Ковин               | Ковин |
| KC  | Коцелева            | Коцелева |
| KU  | Кула                | Кула (с 5 мая 2025 года) |
| КŠ  | Крушевац            | Брус, Варварин, Чичевац, Крушевац |
| LB  | Лебане              | Лебане |
| LЕ  | Лесковац            | Бойник, Медведжа, Црна-Трава, Лесковац |
| LО  | Лозница             | Крупань, Любовия, Мали-Зворник, Лозница |
| LU  | Лучани              | Лучани |
| NV  | Нова-Варош          | Нова-Варош |
| NG  | Неготин             | Неготин |
| NI  | Ниш                 | Долевац, Гаджин-Хан, Мерошина, Ражань, Сврлиг, Ниш |
| NP  | Новый-Пазар         | Нови-Пазар |
| NS  | Нови-Сад            | Бач, Бачки-Петровац, Беочин, Жабаль, Србобран, Сремски-Карловци, Темерин, Тител, Нови-Сад                                                                                 |
| PA  | Панчево             | Алибунар, Ковачица, Опово, Панчево |
| PB  | Прибой              | Прибой |
| PE  | Печ                 | Исток, Клина, Печ |
| PŽ  | Пожега              | Пожега |
| PZ  | Призрен             | Гора, Ораховац, Сува-Река, Призрен |
| PI  | Пирот               | Бабушница, Бела-Паланка, Димитровград, Пирот |
| PK  | Прокупле            | Блаце, Житорача, Куршумлия, Прокупле |
| PN  | Парачин             | Парачин |
| PO  | Пожаревац           | Велико-Градиште, Голубац, Жаари, Жагубица, Кучево, Мало-Црниче, Пожаревац                                                                                                 |
| PP  | Приеполе            | Приеполе |
| PR  | Приштина            | Гловац, Косово-Поле, Липлян, Обилич, Подуево, Приштина |
| PT  | Петровац-на-Млави   | Петровац-на-Млави |
| RA  | Рашка               | Рашка |
| RU  | Рума                | Ириг, Печинци, Рума |
| SA  | Сента               | Ада, Сента |
| SV  | Свилайнац           | Свилайнац |
| SD  | Смедерево           | Смедерево |
| SJ  | Сеница              | Сеница |
| SM  | Сремска-Митровица   | Сремска-Митровица |
| SO  | Сомбор              | Апатин, Кула (до 4.05.2025), Оджаци, Сомбор |
| SP  | Смедеревска-Паланка | Смедеревска-Планка |
| ST  | Стара-Пазова        | Стара-Пазова |
| SU  | Суботица            | Мали-Иждеш, Суботица |
| SC  | Сурдулица           | Сурдулица |
| ТО  | Топола              | Топола |
| ТS  | Трстеник            | Трстеник |
| ТТ  | Тутин               | Тутин |
| ĆU  | Чуприя              | Чуприя |
| UB  | Уб                  | Уб |
| UE  | Ужице               | Ариле, Косерич, Чаетина, Ужице |
| UR  | Урошевац            | Качаник, Урошевац, Штимле, Штрпце |
| ČА  | Чачак               | Чачак |
| ŠА  | Шабац               | Владимирци, Шабац |
| ŠI  | Шид                 | Шид |

Serbia agricultural vehicles license plate new Beo Grad.JPG